# Pirttisaari (ö i Norra Savolax, Inre Savolax, lat 62,64, long 26,64)
Pirttisaari är en ö i Finland. Den ligger i sjön Konnevesi och i kommunen Rautalampi i den ekonomiska regionen  Inre Savolax ekonomiska region  och landskapet Norra Savolax, i den centrala delen av landet, 290 km norr om huvudstaden Helsingfors. Öns area är 40,4 hektar och dess största längd är 1,1 kilometer i sydöst-nordvästlig riktning.